# Sarcelles
Sarcelles là một xã trong vùng đô thị Paris, thuộc tỉnh Val-d'Oise, vùng hành chính Île-de-France của nước Pháp, có dân số là 57.871 người (thời điểm 1999).

## Các thành phố kết nghĩa
- Hattersheim am Main, Đức
- Netanja, Israel